# اندیس مس شوین (۴)
مس شوین (۴) یک اندیس فلزی است که در حوالی شهر رندان استان سیستان و بلوچستان قرار دارد و مادهٔ معدنی موجود در آن، مس است.  